# Йосиф (Лепковський)
Йо́сиф Лепко́вський гербу Домброва (хресне ім'я Ян Лепковський, пол. Józef Jan Łepkowski herbu Dąbrowa; 1726, Річ Посполита — 2 вересня 1778, Онуфрей, нині Селець, Білорусь) — василіянин, останній титулярний архієпископ Смоленської архієпарії Руської унійної церкви, архимандрит Онуфрейський.

## Життєпис
Народився в шляхетській католицькій родині гербу Домброва. Син Кароля на Лепках Лепковського гербу Домброва і Гелени, войських Віської землі (пол. Ziemia wiska). Мав двох братів: Йосифа, який був старостою болецьким (помер перед 1758 роком) і Михайла. У спадщину від батька отримав разом із братом Михайлом, оршанським ротмістром, маєтки в Оршанському повіті. Будучи старостою пеліканським, 9 червня 1758 року свою частку майна записав для фундації церкви і монастиря в Орші. Згодом, вступивши до Василіянського Чину, прийняв монаше ім'я Йосиф і став ігуменом заснованого ним монастиря. Завдяки старанням у 1766 році тогочасного архієпископа Смоленського Іраклія Лісанського, отримав на початку липня 1767 року від короля Станіслава Августа номінацію на єпископа-коад'ютора Смоленського і архимандрита-коад'ютора Онуфрейського. Від імені Лісанського започаткував і провадив у нунціатурі процес із Полоцьким архієпископом Ясоном Смогожевським про ту частину Смоленської архієпархії, яку несправедливо захопили Полоцькі архієпископи. Ця претензія охоплювала «Мстиславську єпархію» з 17 деканатами, які належали до давньої Смоленської архієпархії.

### Архієпископ смоленський

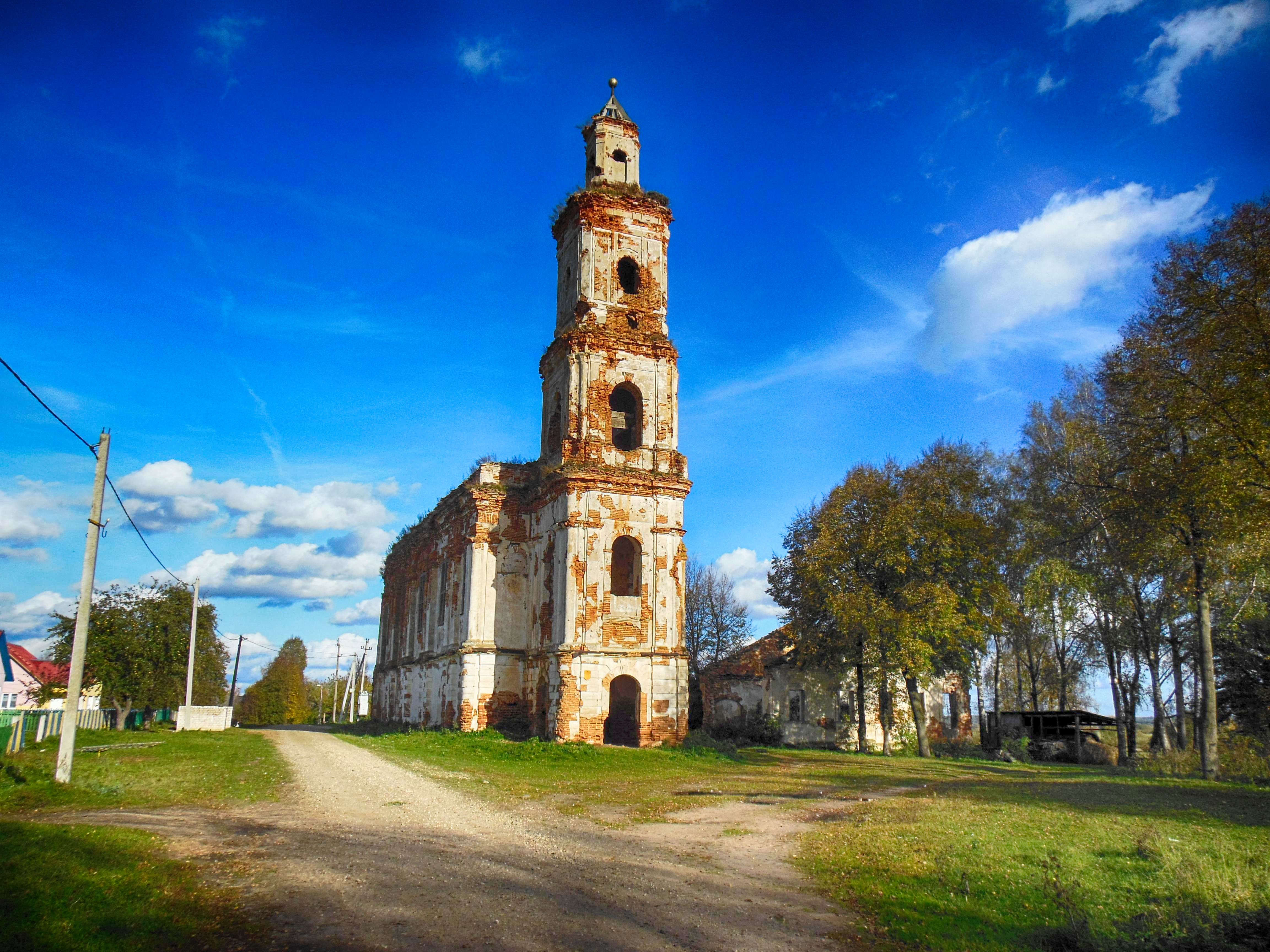
Руїни церкви василіянської архимандрії в Онуфрею (Сельці). Фото 2012 р.

Після смерті Лісанського (14 травня 1771) Йосиф Лепковський перебрав титул Смоленського архієпископа та Онуфрейську архимандрію, яка від другої половини XVII століття була садибою і матеріальним забезпеченням Смоленських архієпископів. Після першого поділу Польщі Лепковський, не бажаючи ставати російським підданим, просив у протархимандрита василіян, аби дозволив йому перебратися до якогось із монастирів Речі Посполитої. Дізнавшись про цей намір, апостольський нунцій Джузеппе Ґарампі відмовляв його від таких дій і доручив йому адміністрацію над двома деканатами в Річицькому повіті (тогочасної російської провінції — Рогачовської) — Гомельським і Рогачовським, які нараховували 68 парафій і 22 філіальні церкви з бл. 73 тис. вірних, які опинилися за кордоном, відділені від митрополичої єпархії. Незадовго Лепковському вдалося відмовити від переходу на православ'я 11 парохів із парафіянами.
Всупереч указам Катерини II від 31 грудня 1772 і 12 лютого 1773, яка доручила управління над усіма унійними храмами в імперії Ясонові Смогожевському, бажаючи мати у своїй державі тільки по одній єпархії унійній і латинській, Лепковський, отримавши таємний декрет Конгрегації Пропаганди Віри від 18 квітня 1773 і делегування митрополита Филипа Володковича на адміністрацію цими деканатами, надалі керував ними безперешкодно аж до кінця 1774 року. Однак, внаслідок діяльності Смогожевського, який хотів позширити власну юрисдикцію на ці деканати, відомості про це дійшли до генерал-губернатора Білорусі Захарії Чернишова. З його доручення Могильовський губернатор генерал Михайло Коховський заборонив Лепковському (20 грудня 1774) виконувати ці функції. За невиконання указів цариці, Лепковському загрожувала в'язниця або щонайменше вигнання з архимандрії та держави, але тому вдалося цього уникнути завдяки протекції Станіслава Сестренцевича.
За таких умов, у Римі готувався декрет (12 березня 1775), згідно з яким адміністрація над рогачовськими деканатами передавалася Смогожевському. Однак, нунцій Ґарампі не вислав декрету до Полоцька, бо ситуація змінилася: уряд погодився на те, щоб Лепковський виконував адміністрацію над обома деканатами, але як вікарій Смогожевського, який переконав владу, що Лепковський отримав делегування з Риму завдяки його (Смогожевського) старанням.

### Останні роки Смоленської унійної архієпархії

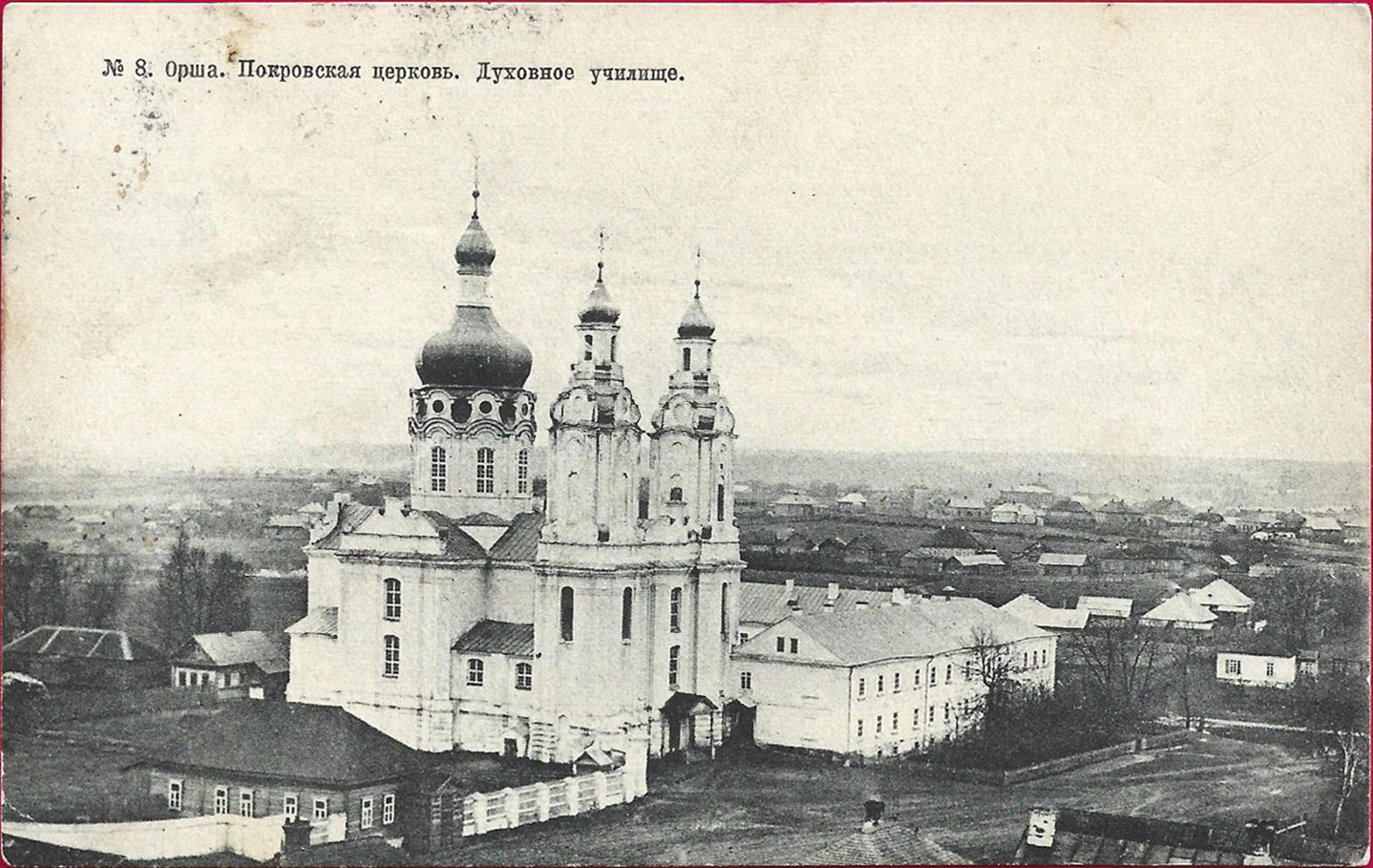
Василіянський монастир в Орші, який заснував аєп. Йосиф Лепковський і де після смерті був похований. Фото поч. ХХ ст.

17 лютого 1775 року польський король нагородив Лепковського орденом Святого Станіслава. Починаючи від 1774 року, Смогожевський робив старання перед російською владою про утворення Мстиславської єпархії і навіть отримав на це згоду. Для забезпечення майбутнього єпископа-суфрагана, пропонував Онуфрейську архимандрію, а на єпископа — племінника Лепковського Іраклія Лісовського, який від 1771 року був ігуменом «родинного» монастиря Оршанського, а пізніше (1784) став Полоцьким архієпископом. З цією метою Смогожевський пропонував Лепковському взяти племінника на коад'ютора Онуфрейської архимандрії. Спочатку Лепковський не погоджувався, мабуть, з огляду на те, що частину доходів з архимандрії треба було віддавати на утримання коад'ютора, а з іншого боку, він і сам був не проти прийняти уряд суфрагана, і щойно в 1778 році погодився на пропозицію Смогожевського. Той, коли Лепковський вже був важко хворий, 12 липня 1778 року іменував Лісовського адміністратором архимандрії і деканатів Рогачовської провінції.
Йосиф Лепковський помер 2 вересня 1778 року в Онуфрею. Похований в Оршанському монастирі. Був останнім Смоленським унійним архієпископом. До заснування Мстиславської єпархії, яка мала хоч якось замінити Смоленську архієпархію, так і не дійшло.